# Suvorexant

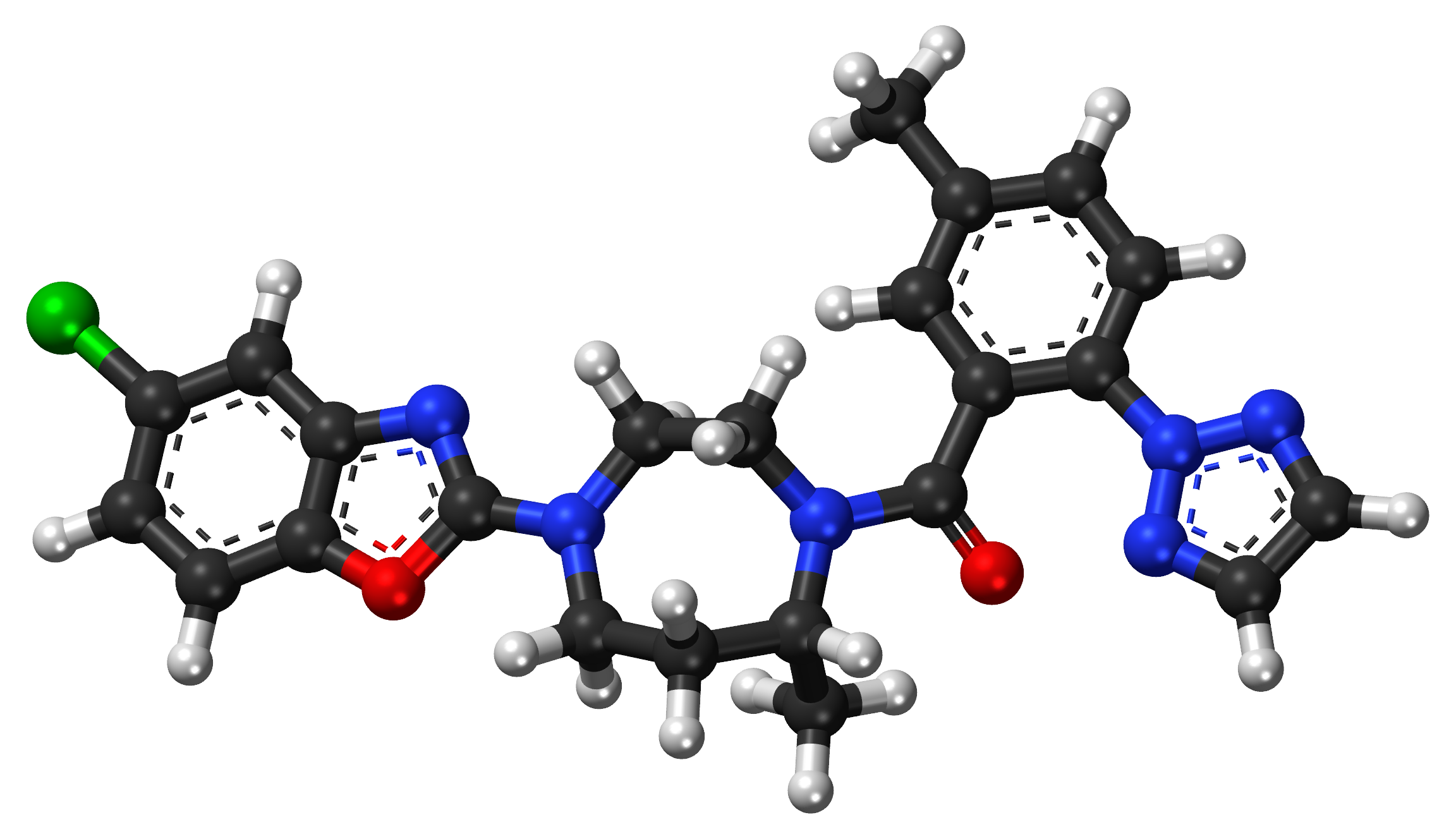
Struktur von Suvorexant

Suvorexant ist ein Arzneistoff aus der Gruppe der Orexinrezeptor-Antagonisten. Er wurde in den USA 2014 als Belsomra zur Behandlung von Schlafstörungen zugelassen.
Das Mittel wurde von Merck Sharp & Dohme (MSD) entwickelt und ist der erste therapeutisch verwendete Wirkstoff aus dieser Klasse. Weitere Zulassungen bestehen in Kanada, Japan und Australien.

## Wirkungsprinzip
Es wird angenommen, dass Suvorexant kompetitiv und reversibel die Orexinrezeptoren der beiden Subtypen OX1 und OX2 hemmt (dualer Orexinrezeptor-Antagonist, DORA). Dadurch werde die wachmachende Wirkung der Neuropeptide Orexin A und B im Gehirn aufgehoben. Orexinerge Neuronen befinden sich beim Menschen im lateralen Hypothalamus und beeinflussen von dort aus auch andere Gehirnbereiche, die den Stoffwechsel und Schlaf-Wach-Rhythmus regulieren.
Suvorexant ist oral wirksam und wird als Filmtablette gegeben.

## Indikationen
Suvorexant ist angezeigt zur Behandlung von Schlafstörungen (Schwierigkeiten beim Einschlafen und/oder Durchschlafen).

## Gegenanzeigen
Suvorexant darf nicht angewendet werden, wenn eine Narkolepsie-Erkrankung besteht.

## Nebenwirkungen
Bei Menschen mit Narkolepsie wurde über den Verlust von Orexin-Neuronen berichtet. Es gibt Hinweise darauf, dass der Wirkstoff zu Tagesmüdigkeit und Suizidgedanken führt.